# Брем Голдсміт
Брем Голдсміт (англ. Bram Goldsmith; 1923—2016) — американський забудовник, банкір і філантроп. Почесний голова City National Bank.

## Життєпис
Брем Голдсміт закінчив Іллінойський університет, де вивчав фінанси та управління бізнесом. Після закінчення школи служив в авіаційному корпусі армії Сполучених Штатів протягом трьох з половиною років, провівши півтора року в Бірмі.

### Кар'єра
Він був президентом і головним виконавчим директором у Бакай Ріелті Менеджмент Корпорейшин і Бакай Констракшин Компані протягом двадцяти п'яти років. Це була найбільша приватна нерухомість, розвиваюча компанія в Каліфорнії на той час. Вона побудувала більше тридцяти офісних будівель у Беверлі-Гіллз, штат Каліфорнія. Кредити на їх будівництво були отримані від City National Bank.
Він був обраний до Ради директорів City National Bank у 1964 році. Також працював головним виконавчим директором протягом двадцяти років, з 1975 по 1995 роки, та головою банку з 1975 по 2013 рік. Під час його перебування на посаді, активи банку піднялися від $ 600 млн до 3,3 млрд доларів. В даний час він працює почесним головою і досі входить до ради директорів. Його називають «банкіром для зірок», так як до клієнтів банку належать багато знаменитостей, такі як Роберт Редфорд, Пол Ньюман та Шер.
Він входив до складу Ради директорів Федерального резервного банку Сан-Франциско у відділенні в Лос-Анджелесі, з 1981 по 1987 рік. Брем Голдсміс також був у складі ради директорів Він Різотс. Очолював Лос-Анджелеську Об'єднану єврейську організаційну кампанію 1965 року. Та займав пост президента Єврейської федераційної Ради, Великого Лос-Анджелеса в 1969 і 1970 рр. Він служив національним головою Згуртованого єврейського Звернення з 1970 по 1974 рік. Крім того, займав пост голови Лос-Анджелеса і був членом Національної ради та Національної конференції християн і євреїв.
Брем служив президентом в Хілкрест Кантрі Клаб з 1972 по 1975 рік. Він входив до складу Ради опікунів у медичному центрі Сідерс-Сайнай з 1979 по 1999 рік. З 1977 року входив до складу опікунської ради Філармонії Лос-Анджелеса. Він-колишній Голова Комітету регіон IV у Юнайтед Вей і член її Центральної ради. [43] Крім того, був засновником і головою Центру Уолліс Анненберг сценічних мистецтв у Беверлі Хіллз, Каліфорнії до лютого 2013 року. Його син, Рассел Голдсміт, є головою і головним виконавчим директором City National Bank.